# 안동은
안동은(1988년 10월 1일 ~ )은 대한민국의 전직 축구 선수이며 포지션은 수비수였다.

## 축구인 경력

### 선수 경력
경운대학교를 거쳐 2011년 K리그 드래프트에 지원하였으나 지명을 받지 못하고 내셔널리그의 수원 FC에 입단하였다. 이듬해 안산 H FC로 이적하였고 팀이 2013년 고양시로 연고지를 이전하고 프로 2부 리그인 K리그 챌린지에 합류함에 따라 팀과 함께 프로 무대에 발을 딛게 되었다. 2013 시즌 리그 개막전 FC 안양과의 경기에서 프로 데뷔전을 치렀다.
2014년 군 복무를 위해 안산 경찰청으로 임대 이적하였으나, 십자인대 부상으로 수술 후 의병 전역하여 고양 Hi FC로 복귀하였다.
2016년, K3리그의 포천 시민축구단으로 이적하였으며, 같은 해 7월 내셔널리그의 대전 코레일로 이적하였다.